# Adnan Kojic
Adnan Kojic (28 ottobre 1995) è un calciatore svedese, difensore del Sleipner.

## Carriera
A livello giovanile è cresciuto in due club della città di Norrköping, rispettivamente la squadra di quartiere Hageby IF e il più blasonato IFK Norrköping, ovvero la principale compagine cittadina.
Nel 2014 ha trascorso la stagione in prestito al Sylvia, altra squadra con sede a Norrköping ma militante all'epoca in Division 1. Kojic ha potuto collezionare solo 11 presenze, anche a causa di alcuni problemi fisici.
Per la stagione 2015 ha ottenuto un contratto senior con l'IFK Norrköping, ma nonostante ciò non è mai sceso in campo con la prima squadra, motivo che a fine anno lo ha spinto a cercare minutaggio altrove.
È così approdato all'Halmstad, contribuendo alla conquista del terzo posto nel campionato di Superettan 2016 e alla promozione in Allsvenskan ottenuta a seguito del doppio spareggio contro l'Helsingborg. Nel corso del campionato 2017 ha ottenuto le sue prime 13 presenze nella massima serie, gran parte delle quali da titolare, in un'annata conclusa con la retrocessione che ha riportato l'Halmstad in seconda serie. Ha lasciato la squadra al termine della stagione e del contratto biennale, complice anche il poco spazio a disposizione nell'ultima parte del campionato.
Nel gennaio 2018, Kojic ha firmato un contratto di tre anni con l'AFC Eskilstuna, squadra che era reduce da una discesa in Superettan proprio come l'Halmstad. Al primo anno in maglia arancione ha collezionato 28 presenze e segnato due reti, utili per portare l'AFC al terzo posto in classifica e conseguire la promozione dopo un doppio spareggio, come già a Kojic era successo due anni prima quando giocava per l'Halmstad.
Pochi mesi più tardi, la squadra ha saputo farsi spazio anche nella Coppa di Svezia 2018-2019 arrivando fino alla finale, persa però 3-0 contro l'Häcken. Al termine dell'Allsvenskan 2019 l'AFC Eskilstuna è tornato in seconda serie dopo un solo anno di permanenza in Allsvenskan. Kojic poi ha lasciato la squadra per fine contratto al termine del suo terzo e ultimo anno in maglia arancione, trascorso appunto nel campionato di Superettan.
Dopo essere stato costretto a rimanere fuori causa per qualche mese a causa di un cancro ai testicoli, nel luglio 2021 è tornato a far parte di una squadra di Allsvenskan con l'ingaggio da parte del Varberg. In poco più di metà stagione, è sceso in campo in due partite di campionato e in una di Coppa di Svezia, quindi ha lasciato la squadra il successivo 31 dicembre per fine contratto.
Nel marzo 2022 è tornato nuovamente al Sylvia nella terza serie nazionale con un contratto di breve durata valido fino all'estate seguente. A luglio ha firmato fino al termine della stagione con il Kalmar, tornando così a far parte di una società di Allsvenskan, anche se in realtà in quei pochi mesi di permanenza non è mai stato utilizzato, dividendosi tra panchina e tribuna. A fine stagione ha lasciato il club.